# Benešov nad Lipou
Benešov nad Lipou – przystanek kolejowy w miejscowości Benešov, w kraju Wysoczyna, w Czechach Znajduje się na wysokości 640 m n.p.m.
Na stacji nie ma możliwości zakupu biletów, a obsługa podróżnych odbywa się w pociągu.

## Linie kolejowe
- Linia kolejowa Jindřichův Hradec – Obrataň